# La batalla del Neretva
|  | Aquest article tracta sobre el film del 1969. Si cerqueu l'enfrontament del 1943, vegeu «batalla del Neretva». |

La batalla del Neretva (Bitka na Neretvi) és una pel·lícula iugoslava-estatunidenca-italo-alemanya de Veljko Bulajic dirigida el 1969. Va ser nominada per a l'Oscar a la millor pel·lícula de parla no anglesa. La pel·lícula parla de la batalla del riu Neretva, que va tenir part durant la Segona Guerra Mundial. Ha estat doblada al català.

## Argument
Durant la Segona Guerra Mundial, el gener de 1943, quatre tropes diferents s'enfronten al país iugoslau: els lleials al Rei, els partisans de Tito, l'Exèrcit alemany i els seus aliats italians, que temorosos d'una invasió aliada dels Balcans, va llançar una gran ofensiva contra els partisans a l'oest de Bòsnia. Un pont sobre el riu Neretva és de vital importància com a mitjà de comunicació per a les tropes partisanes. En una tàctica de desorientació, els mateixos partisans volen el pont, i al seu voltant es desencadena una cruenta batalla.

## Repartiment
- Yul Brynner: Yvan Vlado
- Hardy Krüger: Coronel Kranzer
- Franco Nero: capità Michael Riva
- Sylva Koscina: Danitza
- Orson Welles: Txètnik
- Curd Jürgens: General Lohring
- Anthony Dawson: General Morelli
- Milena Dravić: Nada
- Serguei Bondartxuk: Ivan Martik

## Nominacions
- Oscar a la millor pel·lícula de parla no anglesa 1970